# BC Boncourt Red Team
El BC Boncourt Red Team es un equipo de baloncesto suizo con sede en la ciudad de Boncourt, que compite en la LNA, la primera división del baloncesto suizo. Disputa sus encuentros como local en la Salle Sportive Boncourt, con capacidad para 1.500 espectadores. El club creó el primer centro de formación en Suiza en la temporada 2005-2006.

## Posiciones en Liga
| Temporada | Nivel | Liga | Pos. | Pós Temporada    | Competiciones europeas | Competiciones europeas |
| --------- | ----- | ---- | ---- | ---------------- | ---------------------- | ---------------------- |
| 2011–12   | 1     | LNA  | 7    | Cuartos de final |                        |                        |
| 2012–13   | 1     | LNA  | 6    | Cuartos de final |                        |                        |
| 2013–14   | 1     | LNA  | 6    | Cuartos de final |                        |                        |
| 2014-15   | 1     | LNA  | 7    |                  |                        |                        |
| 2015-16   | 1     | LNA  | 7    | Cuartos de final |                        |                        |
| 2016-17   | 1     | LNA  | 9    |                  |                        |                        |
| 2017-18   | 1     | SBL  | 6    | Cuartos de final |                        |                        |

fuente:eurobasket.com

### Plantilla 2014-2015
| N.º | Nombre               | Nacionalidad                               | Puesto    |
| --- | -------------------- | ------------------------------------------ | --------- |
| 4   | Théo Campedel        | Bandera de Suiza                           | Base      |
| 5   | Scott Christopherson | Bandera de Estados Unidos                  | Base      |
| 6   | Bastien Grédy        | Bandera de Suiza                           | Base      |
| 7   | Matthieu Engondo     | Bandera de Suiza                           | Escolta   |
| 8   | Tanguy Snijders      | Bandera de Suiza                           | Alero     |
| 11  | Ismaël N'Diaye       | Bandera de República Democrática del Congo | Ala-Pívot |
| 12  | Daniel Ferguson      | Bandera de Canadá                          | Escolta   |
| 13  | Clément Boesch       | Bandera de Suiza                           | Escolta   |
| 15  | Danilo Mitrovic      | Bandera de Serbia                          | Pívot     |
| 41  | Alexis Herrmann      | Bandera de Suiza                           | Base      |
| 52  | Nicolas Dos Santos   | Bandera de Suiza                           | Pívot     |

## Palmarés
- Campeón Liga Nacional de Baloncesto de Suiza (2003), (2004)
- Campeón Copa Suiza (2005)
- Campeón Copa de la Liga (2005), (2006)
- Semifinales Copa de la Liga (2013)
- Campeón Liga Regular Liga Nacional de Baloncesto de Suiza (2004), (2006)
- Finalista Liga Nacional de Baloncesto de Suiza (2006)
- Finalista Copa Suiza (2003)
- Semifinales Liga Nacional de Baloncesto de Suiza (2005), (2007), (2009)
- Finalista EuroCup Challenge Conferencia Este y Centro (2005)
- Cuartos de final Eurochallenge (2005)

## Jugadores Históricos
- Ludovic Chapuis
- Cyril Salomon
- Shawn Swords
- Yuanta Holland
- Deon Georges
- Dwight Walton
- Cain Doliboa
- Alonzo Richmond
- Jason Ellis (2005-2006)
- Kelyn Block (2006-2006, 2006-2007)
- Erroyl Bong (2006-2007)
- Stephen Sir (2007-2008)
- Fahnbulleh Jeff (2008-2009)
- Jason Siggers
- Gregory Lessort (2006-2007)